# Мальта на летних Олимпийских играх 1992
Мальта принимала участие в Летних Олимпийских играх 1992 года в Барселоне (Испания), но не завоевала ни одной медали. Спортсмены с Мальты принимали участие в состязаниях по лёгкой атлетике, стрельбе, дзюдо и парусному спорту.

## Результаты

### Дзюдо
Мужчины
| Спортсмен        | Весовая категория | Место |
| ---------------- | ----------------- | ----- |
| Джейсон Тревизан | до 71 кг          | 22    |

Женщины
| Спортсмен  | Весовая категория | Место |
| ---------- | ----------------- | ----- |
| Лаури Пэйс | до 56 кг          | 20    |

### Лёгкая атлетика
Все мальтийские спортсменки выбыли из борьбы на первом раунде соревнований
| Спортсменка     | Дисциплина | Результат | Место |
| --------------- | ---------- | --------- | ----- |
| Дейдрде Каруана | 100 м      | 12,59     | 50    |
| Дейдрде Каруана | 200 м      | 25,28     | 46    |
| Кароль Галеа    | 800 м      | DSQ       | DSQ   |
| Кароль Галеа    | 1500 м     | 4:33.41   | 34    |

### Парусный спорт
| Спортсмен            | Класс          | Регата | Регата | Регата | Регата | Регата | Регата | Регата | Регата | Регата | Регата | Результат | Место |
| Спортсмен            | Класс          | 1      | 2      | 3      | 4      | 5      | 6      | 7      | 8      | 9      | 10     | Результат | Место |
| -------------------- | -------------- | ------ | ------ | ------ | ------ | ------ | ------ | ------ | ------ | ------ | ------ | --------- | ----- |
| Жан-Поль Флери Солер | парусная доска | 39,0   | 40,0   | 36,0   | 33,0   | 35,0   | 39,0   | 37,0   | (41,0) | 35,0   | 37,0   | 331,0     | 33.   |

### Стрельба
| Спортсмен      | Дисциплина | Результат | Место |
| -------------- | ---------- | --------- | ----- |
| Горас Микаллев | трап       | 137       | 39    |